# Buxales
Buxales es el nombre de un taxón de plantas ubicado en la categoría taxonómica de orden, perteneciente a las angiospermas y que incluye a las familias Buxaceae (cosmopolita), Didymelaceae (en la isla de Madagascar) y Haptanthaceae (en Honduras). El grupo es monofilético en los análisis de filogenia, por lo que se le dio estatus de taxón en los sistemas de clasificación modernos como el APWeb (2001 en adelante),
y el sistema de clasificación APG III del 2009. Según el APWeb, la división del orden en tres familias está avalada por análisis moleculares de ADN y, además, son fácilmente distinguibles por su morfología distintiva. En el APG III se prefiere incluir a Didymelaceae en Buxaceae.

## Caracteres
Tanto en Buxaceae como en Didymelaceae se encuentran alcaloides esteroideos del tipo del aminopregnano, traqueidas verdaderas, y madera de compresión.
Con respecto a las hojas, el margen de la lámina es entero.
Las flores son pequeñas, imperfectas. En las masculinas los filamentos de los estambres son más o menos dorsifijos. En las femeninas el estilodio es estigmático a lo largo de todo su recorrido y con dos crestas, los óvulos presentan dos tegumentos cuyas aperturas se observan en la micrópila (endóstoma y exóstoma, "micropila biestomática").
En la semilla el tegumento externo se transforma en una testa de varias capas de células de espesor.
Otros de los caracteres que reúnen a Didymelaceae con Buxaceae son la inflorescencia racimosa y el polen con endoaperturas.
Finalmente, un carácter con menor trascendencia para definir al orden es la presencia de estomas ciclocíticos (en Buxaceae son más comunes los laterocíticos, sólo ocasionalmente son ciclocíticos).
Los caracteres que reúnen a Buxales con el orden Gunnerales y con el resto del núcleo de las eudicotiledóneas son la pérdida del gen mitocondrial rps2 (Adams et al. 2002), y la duplicación del gen paleoAP3 (Kramer et al. 2006).
Aún falta investigar (octubre del 2007) el desarrollo del endosperma y el tamaño del embrión.

## Diversidad
El orden presenta según el APWeb 3 familias, 5 géneros y 72 especies:
- Didymelaceae: puede ser reconocida por sus hojas dispuestas en espiral, de lámina entera y verdosas-secas, su indumento de escamas diminutas, y sus flores pequeñas, las flores estaminadas con dos anteras extrorsas y las carpeladas con un solo carpelo con un estigma largo y oblicuo. Comprende un solo género, Didymeles Thouars, con 2 especies, distribuidas en la isla de Madagascar.
- Buxaceae: generalmente son hierbas siempreverdes monoicas, o pequeños árboles con hojas sin estípulas y usualmente opuestas, y flores bastante pequeñas con perianto inconspicuo. Los estambres son opuestos al perianto, y el estilodio es estigmático en toda su longitud, prominente y más o menos abierto. El fruto tiene pocas semillas, el mesocarpio y el endocarpio están separados, y el último se divide de forma septicida. Las flores y frutos de Buxaceae son similares a los de Euphorbiaceae sensu lato, pero no hay columella en el fruto, como sí hay en Euphorbiaceae. Incluye 4 géneros con 70 especies de distribución cosmopolita (aunque no se encuentran en el Ártico): Buxus L., Notobuxus Oliv., Pachysandra Michx., Sarcococca Lindl., Styloceras Kunth ex Juss.
- Haptanthaceae: con una sola especie endémica de Honduras, Haptanthus hazlettii, descripta en 1989 y nunca vuelta a colectar, a pesar de los muchos intentos,[5] aunque Doust y Stevens (2005[6]) creen que es una eudicotiledónea basal, probablemente cercana a Buxaceae. Es un arbusto completamente glabro, de hojas opuestas, simples, enteras y sin puntuaciones glandulares. No presenta estípulas. La inflorescencia está compuesta por una flor femenina simple con dos ramas de 5-6 flores masculinas cada una. No poseen perianto, sólo una diminuta bracteola. Las flores masculinas poseen un solo estambre y las femeninas tienen un pistilo tricarpelado, estipitado, con tres estigmas sésiles largos, y un ovario con tres placentas parietales, cada una con 8 a 15 óvulos en dos filas.[7]

## Filogenia
Introducción teórica en Filogenia
Didymelaceae fueron determinadas como hermanas de Buxaceae (se incluyeron representantes de las dos tribus de buxáceas, Sarcococceae y Buxeae) en el análisis hecho sobre 3 secuencias de ADN por Worberg et al. (2007). Hilu et al. en el 2003 (pero solo sobre una secuencia incompleta del matK) encontró que Didymeles debía ser embebida en un Buxaceae parafilético.

## Taxonomía
Introducción teórica en Taxonomía
Didymeles fue incluida en Buxaceae en el APG III e incluida opcionalmente en Buxaceae en el APG II, pero en el sistema de clasificación del APWeb (aún a agosto del 2010) se encuentran segregadas dentro del orden Buxales (por lo que Didymeles asciende a estatus de familia Didymelaceae) debido a que su segregación es avalada por análisis moleculares de ADN, y son clados fácilmente distinguibles por su morfología distintiva. El pobremente conocido Haptanthaceae es tentativamente agregado dentro de este orden en los dos sistemas de clasificación modernos APG III y APWeb (no estaba incluido en ningún orden en el APG II).
En el más antiguo sistema de Cronquist (1981, 1988) Buxaceae pertenecía al orden Euphorbiales, de la subclase Rosidae. En cambio Didymelaceae se ubicaba en su propio orden, Didymelales, de la subclase Hamamelidae.
Sinónimos
- Didymelales Takhtajan.
- Buxanae Reveal y Doweld.

## Evolución
Anderson et al. (2005) datan a Buxaceae y todos sus parientes fósiles ya extintos (lo que en paleontología se llamaría el "grupo troncal" Buxales) en unos 121-117 millones de años.